# Poletna noč
»Poletna noč« je skladba Beti Jurković in Marjane Deržaj iz leta 1964. Glasbo je napisal Mojmir Sepe, besedilo pa Elza Budau.

## Slovenska popevka '64
Na Slovenski popevki '64 sta s to skladbo v alternaciji nastopili najprej Beti Jurkovič in kot druga še Marjana Deržaj. Skladba je zmagala na festivalu, saj je osvojila prvo nagrado občinstva.

## Prva izvedba
Beti Jurković je na popevki '64 odpela prvo izvedbo te skladbe, a se ta v javnosti sicer ni tako prijela, kot kasneje tista druga od Deržajeve. 

### Zasedba
Ob spremljavi ansambla Mojmirja Sepeta so igrali:
- Mojmir Sepe – klavir
- Milan Ferlež – kitara
- Mitja Butara – kitara
- Boris Vede – kontrabas
- Dušan Popovič – bobni
- Beti Jurković – vokal

## Druga izvedba
Marjana Deržaj je na popevki '64 odpela drugo izvedbo in ta verzija je nemudoma postala svojevrstna »himna« slovenske popevke in ena največjih slovenskih pesmi vseh časov.

### Snemanje
Aranžma, ki ga je naredil Mojmir Sepe, je zaigral Ljubljanski jazz ansambel. Skladba je bila izdana na osmem minialbumu Marjane Deržaj pri založbi Jugoton.

### Produkcija
- Mojmir Sepe – glasba, aranžma
- Elza Budau – besedilo
- Sergej Dolenc – snemalec

### Druga izvedba
- Marjana Deržaj – vokal
- Ljubljanski jazz ansambel – glasbena spremljava